# Rajko Mitić
Rajko Mitić (in serbo Рајко Митић?; Bela Palanka, 19 novembre 1922 – Belgrado, 29 marzo 2008) è stato un calciatore e allenatore di calcio jugoslavo, di ruolo attaccante.

## Carriera

### Giocatore
Debutta da professionista nel 1945 nel primo campionato della RSF di Jugoslavia con la maglia "nazionale" della Repubblica Socialista di Serbia, con cui trionfa. Ingaggiato dalla Stella Rossa di Belgrado, diventa una delle prime bandiere della formazione di Belgrado, vincendo cinque campionati della RSF di Jugoslavia, altrettante Coppe di Jugoslavia, la Mitropa Cup 1958, venendo nominato per questo "Zvezdine zvezde" ("Stella della Stella Rossa Belgrado").
Con la Nazionale jugoslava vanta 59 presenze e 32 gol e la partecipazione alle Olimpiadi del 1948 e alle Olimpiadi del 1952, competizioni concluse con la vittoria della medaglia d'argento, a cui si aggiunge la partecipazione ai Mondiali del 1950 e ai Mondiali del 1954.
Nel campionato del mondo 1950 il Brasile si gioca una partita decisiva contro la Jugoslavia per il passaggio del turno. Mentre attraversa il sottopassaggio per entrare in campo, Mitić, capitano degli jugoslavi, batte la testa contro una trave sporgente e inizia a perdere copiosamente sangue: all'epoca non è possibile fare sostituzioni dopo l'inserimento in distinta né posticipare l'incontro di qualche minuto. La Jugoslavia inizia la partita in dieci uomini e Ademir segna il gol dell'1-0 al 3'. Mitić riesce ad arrivare sul terreno di gioco dopo venti minuti, vistosamente fasciato sul volto: il Brasile vince l'incontro 2-0.

### Allenatore
Nominato vice-allenatore della Stella Rossa nel 1960, ricopre il ruolo per sei anni, assistente prima di Miša Pavić e poi di Ivan Toplak.
Nel 1966 viene nominato allenatore della Nazionale jugoslava con cui partecipa agli Europei del 1968 vincendo, anche in questo caso, la medaglia d'argento, dopo aver perso la finale con l'Italia.

## Palmarès

### Giocatore

#### Club

##### Competizioni nazionali
- Campionati della Democrazia Federale di Jugoslavia: 1

Stella Rossa: 1945
- Campionato jugoslavo: 5

Stella Rossa: 1951, 1952-1953, 1955-1956, 1956-1957, 1958-1959
- Coppa di Jugoslavia: 5

Stella Rossa: 1948, 1949, 1950, 1957-1958, 1958-1959

##### Competizioni internazionali
- Coppa Mitropa: 1

Stella Rossa: 1958

#### Nazionale
- Argento olimpico: 2

Londra 1948, Helsinki 1952

### Videografia
- Federico Ferri, Federico Buffa, Storie Mondiali: Il Maracanazo (1950), Sky Sport, 2014.